# FK Frýdek-Místek
FK Frýdek-Místek is een Tsjechische voetbalclub uit de Moravisch-Silezische stad Frýdek-Místek. De club werd in 1921 opgericht als Karlovohutní FK en speelde in 1976/77 onder de naam TJ VP Frýdek-Místek in de hoogste klasse van Tsjechoslowakije. In het seizoen 2022/23 speelt FK Frýdek-Místek op het op twee na hoogste niveau in Tsjechië, de Moravskoslezská fotbalová liga.

## Geschiedenis
De club werd in 1921 opgericht in de toen nog zelfstandige stad Frýdek en heette Karlovohutní fotbalový klub. De naam werd in 1929 gewijzigd in SK Karlova Hut. Daarna veranderde de club nog een aantal keer van naam. Lange tijd speelde de club in de lagere klassen. In 1968/69 promoveerde de club, die intussen TJ Válcovny plechu Frýdek-Místek heette naar de vijf klasse. Na drie seizoenen promoveerde de club naar de vierde klasse en werd ook daar kampioen. In de derde klasse werd de club eerst vijfde en in het tweede seizoen opnieuw kampioen. De club had evenveel punten als TJ ŽD Bohumín maar promoveerde door het betere doelsaldo.
De promotie naar de tweede klasse was een verrassing, maar het volgende seizoen was een sensatie. Frýdek-Místek werd kampioen met één punt voorsprong op Sparta Praag, de succesvolste club van het land die één jaartje in de tweede klasse verzeild geraakte. De club kon het succes echter niet doortrekken en werd voorlaatste, enkel VSS Košice eindigde onder hun. Het volgende seizoen bewees de club zich wel weer door groepswinnaar te worden in de tweede klasse. De tweede klasse was echter in drie reeksen verdeeld; één Slowaakse waarvan de winnaar promoveerde en twee Tsjechische divisies waarvan de winnaars elkaar bekampten. De club speelde de play-off tegen TJ Spartak BS Vlašim en verloor met (1-1, 0-1). Het volgende seizoen werd opnieuw de titel behaald en toen verloor de club in de play-off van TJ Rudá Hvězda Cheb (0-3, 1-0).
Na enkele middenmootplaatsen moest de club halverwege de jaren 80 tegen de degradatie vechten. In 1987 en 1988 eindigde de club nog eens in de subtop, maar dan ging het bergaf en in 1990 degradeerde de club en waren ze zelfs betrokken bij een corruptieschandaal waardoor ze strafpunten kregen. De balans op het einde van het seizoen was triestig toen ze met -1 eindigden.
Na een veertiende plaats in de derde klasse werd de club het volgende seizoen tweede en in 1993 zelfs kampioen. Door de splitsing van Tsjechië en Slowakije belandde de club nu in de Druhá liga, de op een na hoogste klasse van Tsjechië. Daar kon de club zonder noemenswaardig succes spelen tot 2000. In 1997 fusioneerde de club met jarenlange stadsrivaal Slezan Frýdek-Místek. Na vier seizoenen degradeerde de club zelfs naar de vierde klasse en kon in 2006 terugkeren.

## Naamswijzigingen
- 1921 – Karlovohutní FK (Karlovohutní fotbalový klub)
- 1929 – SK Karlova Huť
- 1948 – Sokol Karlova Huť
- 1949 – ZJS Železárny Stalingrad Frýdek-Místek
- 1953 – TJ Baník Frýdek-Místek
- 1961 – TJ Železárny Frýdek-Místek
- 1964 – TJ Spartak Frýdek-Místek
- 1966 – TJ VP Frýdek-Místek (Tělovýchovná jednota Válcovny plechu Frýdek-Místek)
- 1991 – FK VP Frýdek-Místek (Fotbalový klub Válcovny plechu Frýdek-Místek)
- 2003 – FK Frýdek-Místek (Fotbalový klub Frýdek-Místek)
- 2004 – Fotbal Frýdek-Místek
- 2011 – MFK Frýdek-Místek (Městský fotbalový klub Frýdek-Místek)
- 2021 – FK Frýdek-Místek (Fotbalový klub Frýdek-Místek)

## Statistieken
- 1. liga 1976/77:

| Liga            | Plaats | Wed | W | G | N  | Saldo | Ptn |
| 1. liga 1976/77 | 15.    | 30  | 8 | 7 | 15 | 35:48 | 23  |

### Tsjechoslowakije
|         | 71/72 | 72/73 | 73/74 | 74/75 | 75/76 | 76/77 | 77/78 | 78/79 | 79/80 | 80/81 | 81/82 | 82/83 | 83/84 | 84/85 | 85/86 | 86/87 | 87/88 | 88/89 | 89/90 | 90/91 | 91/92 | 92/93 |
| ------- | ----- | ----- | ----- | ----- | ----- | ----- | ----- | ----- | ----- | ----- | ----- | ----- | ----- | ----- | ----- | ----- | ----- | ----- | ----- | ----- | ----- | ----- |
| 1. Liga |       |       |       |       |       | 15.   |       |       |       |       |       |       |       |       |       |       |       |       |       |       |       |       |
| 2. Liga |       |       |       |       | 1.    |       | 1.    | 1.    | 7.    | 6.    | 9.    | 10.   | 6.    | 13.   | 13.   | 4.    | 3.    | 9.    | 16.   |       |       |       |
| 3. Liga |       |       | 5.    | 1.    |       |       |       |       |       |       |       |       |       |       |       |       |       |       |       | 14.   | 2.    | 1.    |
| 4. Liga |       | 1.    |       |       |       |       |       |       |       |       |       |       |       |       |       |       |       |       |       |       |       |       |
| 5. Liga | 1.    |       |       |       |       |       |       |       |       |       |       |       |       |       |       |       |       |       |       |       |       |       |

### Tsjechië
| 6 |

| 10 |

| 10 |

| 11 |

| 8 |

| 9 |

| 16 |

| 12 |

| 14 |

| 4 |

| 15 |

| 9 |

| 2 |

| 4 |

| 5 |

| 6 |

| 4 |

| 3 |

| 2 |

| 2 |

| 14 |

| 14 |

| 10 |

| 15 |

| 16 |

| 3 |

| 3 |

| 3 |

| 7 |

| 10 |

| 9 |

| Fortuna liga (I) | Fotbalová národní liga (II) | ČFL / MSFL (III) | Divize E (IV) |

## Bekende (oud-)spelers
- Marek Čech
- Lukáš Ďuriška